# Okręg wyborczy nr 1 do Sejmu Rzeczypospolitej Polskiej
Okręg wyborczy nr 1 do Sejmu Rzeczypospolitej Polskiej obejmuje obszar miast na prawach powiatu Jeleniej Góry i Legnicy oraz powiatów bolesławieckiego, głogowskiego, jaworskiego, kamiennogórskiego, karkonoskiego, legnickiego, lubańskiego, lubińskiego, lwóweckiego, polkowickiego, złotoryjskiego i zgorzeleckiego (województwo dolnośląskie). W obecnym kształcie został utworzony w 2001. Wybieranych jest w nim 12 posłów w systemie proporcjonalnym.
Siedzibą okręgowej komisji wyborczej jest Legnica.

## Wyniki wyborów
| Podział 12 mandatów: SLD–UP: 7 Samoobrona: 1 PSL: 1 PO: 1 PiS: 1 LPR: 1 |

| Podział 12 mandatów: SLD: 2 Samoobrona: 2 PO: 3 PiS: 4 LPR: 1 |

| Podział 12 mandatów: LiD: 2 PO: 6 PiS: 4 |

| Podział 12 mandatów: SLD: 2 RP: 1 PO: 5 PiS: 4 |

| Podział 12 mandatów: NRP: 1 K’15: 1 PO: 4 PiS: 6 |

| Podział 12 mandatów: SLD: 2 KO: 3 PSL: 1 PiS: 6 |

| Podział 12 mandatów: NL: 1 KO: 5 TD: 1 PiS: 5 |

## Reprezentanci okręgu
| Sejm | Rok  | Poseł KW        | Poseł KW                                            | Poseł KW                   | Poseł KW                                                   | Poseł KW                           | Poseł KW                   | Poseł KW    | Poseł KW           | Poseł KW          | Poseł KW                       | Poseł KW     | Poseł KW        | Poseł KW        | Poseł KW        | Poseł KW      | Poseł KW         | Poseł KW | Poseł KW            | Poseł KW | Poseł KW             | Poseł KW | Poseł KW           | Poseł KW | Poseł KW         |
| ---- | ---- | --------------- | --------------------------------------------------- | -------------------------- | ---------------------------------------------------------- | ---------------------------------- | -------------------------- | ----------- | ------------------ | ----------------- | ------------------------------ | ------------ | --------------- | --------------- | --------------- | ------------- | ---------------- | -------- | ------------------- | -------- | -------------------- | -------- | ------------------ | -------- | ---------------- |
| IV   | 2001 |                 | J. Szmajdziński SLD–UP (2001) SLD (2005) LiD (2007) |                            | R. Zbrzyzny SLD–UP (2001) SLD (2005) LiD (2007) SLD (2011) |                                    | B. Kowalska SLD–UP         |             | T. Maćkała PO      |                   | R. Bonda Samoobrona            |              | A. Lipiński PiS |                 | W. Rak SLD–UP   |               | H. Szustak LPR   |          | R. Maraszek SLD–UP  |          | M. Turkiewicz SLD–UP |          | O. Poniźnik SLD–UP |          | T. Samborski PSL |
| V    | 2005 |                 | J. Szmajdziński SLD–UP (2001) SLD (2005) LiD (2007) | G. Schetyna PO             | R. Zbrzyzny SLD–UP (2001) SLD (2005) LiD (2007) SLD (2011) | B. Sawicka PO                      | C. Litwin Samoobrona       |             | T. Madziarczyk PiS | P. Ślusarczyk LPR |                                | E. Witek PiS | A. Lipiński PiS |                 | P. Cybulski PiS |               | J. Zubowski PiS  |          | H. Costa Samoobrona |          |                      |          |                    |          |                  |
| V    | 2006 | M. Machałek PiS | J. Szmajdziński SLD–UP (2001) SLD (2005) LiD (2007) | G. Schetyna PO             | R. Zbrzyzny SLD–UP (2001) SLD (2005) LiD (2007) SLD (2011) | B. Sawicka PO                      | C. Litwin Samoobrona       |             | T. Madziarczyk PiS | P. Ślusarczyk LPR |                                | E. Witek PiS | A. Lipiński PiS |                 | P. Cybulski PiS |               |                  |          | H. Costa Samoobrona |          |                      |          |                    |          |                  |
| VI   | 2007 | M. Machałek PiS | J. Szmajdziński SLD–UP (2001) SLD (2005) LiD (2007) | G. Schetyna PO             | R. Zbrzyzny SLD–UP (2001) SLD (2005) LiD (2007) SLD (2011) |                                    |                            | E. Drozd PO |                    | N. Wojnarowski PO |                                | E. Witek PiS | A. Lipiński PiS | M. Zawiła PO    | P. Cybulski PiS |               | R. Brodniak PO   |          | J. Mikulicz PO      |          |                      |          |                    |          |                  |
| VI   | 2010 | M. Machałek PiS | E. Zakrzewska LiD                                   | G. Schetyna PO             | R. Zbrzyzny SLD–UP (2001) SLD (2005) LiD (2007) SLD (2011) | R. Kropiwnicki PO (2007) KO (2019) | W. Sokołowski PO           | E. Drozd PO |                    | N. Wojnarowski PO |                                | E. Witek PiS | A. Lipiński PiS |                 | P. Cybulski PiS |               | R. Brodniak PO   |          |                     |          |                      |          |                    |          |                  |
| VII  | 2011 | M. Machałek PiS |                                                     | G. Schetyna PO             | R. Zbrzyzny SLD–UP (2001) SLD (2005) LiD (2007) SLD (2011) | R. Kropiwnicki PO (2007) KO (2019) | M. Sekuła-Szmajdzińska SLD | E. Drozd PO |                    | N. Wojnarowski PO | Z. Czernow PO (2011) KO (2019) | E. Witek PiS | A. Lipiński PiS | W. Zubowski PiS |                 | H. Kmiecik RP |                  |          |                     |          |                      |          |                    |          |                  |
| VIII | 2015 | M. Machałek PiS |                                                     | R. Winnicki K’15           |                                                            | R. Kropiwnicki PO (2007) KO (2019) | K. Kubów PiS               | E. Drozd PO | S. Huskowski PO    |                   | Z. Czernow PO (2011) KO (2019) | E. Witek PiS | A. Lipiński PiS | W. Zubowski PiS | E. Stępień .N   |               | E. Szymańska PiS |          |                     |          |                      |          |                    |          |                  |
| VIII | 2018 | M. Machałek PiS | I. Krawczyk PO                                      | R. Winnicki K’15           |                                                            | R. Kropiwnicki PO (2007) KO (2019) | K. Kubów PiS               | E. Drozd PO |                    |                   | Z. Czernow PO (2011) KO (2019) | E. Witek PiS | A. Lipiński PiS | W. Zubowski PiS | E. Stępień .N   |               | E. Szymańska PiS |          |                     |          |                      |          |                    |          |                  |
| IX   | 2019 | M. Machałek PiS |                                                     | M. Sekuła-Szmajdzińska SLD |                                                            | R. Kropiwnicki PO (2007) KO (2019) | K. Kubów PiS               | S. Żuk PSL  |                    | R. Obaz SLD       | Z. Czernow PO (2011) KO (2019) | E. Witek PiS | A. Lipiński PiS | W. Zubowski PiS |                 | P. Borys KO   | E. Szymańska PiS |          |                     |          |                      |          |                    |          |                  |
| IX   | 2020 | M. Machałek PiS | S. Pogoda PiS                                       | M. Sekuła-Szmajdzińska SLD |                                                            | R. Kropiwnicki PO (2007) KO (2019) | K. Kubów PiS               | S. Żuk PSL  |                    | R. Obaz SLD       | Z. Czernow PO (2011) KO (2019) | E. Witek PiS |                 | W. Zubowski PiS |                 | P. Borys KO   | E. Szymańska PiS |          |                     |          |                      |          |                    |          |                  |
| X    | 2023 | M. Machałek PiS | S. Pogoda PiS                                       |                            | Ł. Horbatowski KO                                          | R. Kropiwnicki PO (2007) KO (2019) | K. Kubów PiS               |             | T. Samborski TD    |                   | Z. Czernow PO (2011) KO (2019) | E. Witek PiS | A. Sikora NL    | W. Zubowski PiS |                 | P. Borys KO   | I. Krawczyk KO   |          |                     |          |                      |          |                    |          |                  |

### Podział mandatów
Poniższe tabele przedstawiają podział mandatów pomiędzy poszczególne komitety wyborcze zgodnie z poniższą legendą:
| Mandaty biorące | Ostatni mandat biorący | Pierwszy mandat niebiorący | Pozostałe mandaty |
| --------------- | ---------------------- | -------------------------- | ----------------- |
| 60 000          | 30 000                 | 20 000                     | 15 000            |

#### Wybory parlamentarne 2001
| Komitet wyborczy                                      | Komitet wyborczy                              | Głosów  | %     | Mandaty | Wybrani posłowie |
| ----------------------------------------------------- | --------------------------------------------- | ------- | ----- | ------- | --- |
|                                                       | KKW Sojusz Lewicy Demokratycznej – Unia Pracy | 176 301 | 53,69 | 7       | Jerzy Szmajdziński, Ryszard Zbrzyzny, Bronisława Kowalska, Władysław Rak, Ryszard Maraszek, Michał Turkiewicz, Olgierd Poniźnik |
|                                                       | KWW Platforma Obywatelska                     | 34 467  | 10,50 | 1       | Tadeusz Maćkała |
|                                                       | Samoobrona Rzeczpospolitej Polskiej           | 30 920  | 9,42  | 1       | Ryszard Bonda |
|                                                       | Prawo i Sprawiedliwość                        | 23 071  | 7,03  | 1       | Adam Lipiński |
|                                                       | Liga Polskich Rodzin                          | 19 335  | 5,89  | 1       | Halina Szustak |
|                                                       | Polskie Stronnictwo Ludowe                    | 19 071  | 5,81  | 1       | Tadeusz Samborski |
|                                                       | KKW Akcja Wyborcza Solidarność Prawicy        | 13 374  | 4,07  | –       | |
|                                                       | Unia Wolności                                 | 10 489  | 3,19  | –       | |
|                                                       | Alternatywa Ruch Społeczny                    | 1327    | 0,40  | –       | |
| Frekwencja: 43,50% Źródło: Państwowa Komisja Wyborcza |                                               |         |       |         | |

Poniższa tabela przedstawia podział mandatów dla komitetów wyborczych na podstawie uzyskanych głosów, a następnie obliczonych ilorazów wyborczych na podstawie zmodyfikowanej metody Sainte-Laguë.
|        | KKW Sojusz Lewicy Demokratycznej – Unia Pracy | 176 301 | 125 929 | 58 767 | 35 260 | 25 186 | 19 589 | 16 027 | 13 562 | 11 753 | ... | 7665 | 7  | 6,98 |
|        | KWW Platforma Obywatelska                     | 34 467  | 24 619  | 11 489 | 6893   | 4924   | 3830   | 3133   | 2651   | 2297   | ... | 1499 | 1  | 1,36 |
|        | Samoobrona Rzeczpospolitej Polskiej           | 30 920  | 22 086  | 10 307 | 6184   | 4417   | 3436   | 2811   | 2378   | 2061   | ... | 1344 | 1  | 1,22 |
|        | Prawo i Sprawiedliwość                        | 23 071  | 16 479  | 7690   | 4614   | 3296   | 2563   | 2097   | 1775   | 1538   | ... | 1003 | 1  | 0,91 |
|        | Liga Polskich Rodzin                          | 19 335  | 13 811  | 6445   | 3867   | 2762   | 2148   | 1758   | 1487   | 1289   | ... | 841  | 1  | 0,77 |
|        | Polskie Stronnictwo Ludowe                    | 19 071  | 13 622  | 6357   | 3814   | 2724   | 2119   | 1734   | 1467   | 1271   | ... | 829  | 1  | 0,75 |
| Ogółem | Ogółem                                        | 303 165 | —       | —      | —      | —      | —      | —      | —      | —      | —   | —    | 12 | 12   |

#### Wybory parlamentarne 2005
| Komitet wyborczy                                      | Komitet wyborczy                    | Głosów | %     | Mandaty | Wybrani posłowie                                                                   |
| ----------------------------------------------------- | ----------------------------------- | ------ | ----- | ------- | ---------------------------------------------------------------------------------- |
|                                                       | Prawo i Sprawiedliwość              | 70 146 | 24,77 | 4       | Adam Lipiński, Tadeusz Madziarczyk, Elżbieta Witek, Jan Zubowski, Marzena Machałek |
|                                                       | Platforma Obywatelska RP            | 69 138 | 24,41 | 3       | Grzegorz Schetyna, Beata Sawicka, Piotr Cybulski                                   |
|                                                       | Sojusz Lewicy Demokratycznej        | 43 235 | 15,26 | 2       | Jerzy Szmajdziński, Ryszard Zbrzyzny                                               |
|                                                       | Samoobrona Rzeczpospolitej Polskiej | 35 822 | 12,65 | 2       | Czesław Litwin, Hubert Costa                                                       |
|                                                       | Liga Polskich Rodzin                | 19 548 | 6,90  | 1       | Piotr Ślusarczyk                                                                   |
|                                                       | Partia Demokratyczna – demokraci.pl | 11 967 | 4,23  | –       |                                                                                    |
|                                                       | Polskie Stronnictwo Ludowe          | 10 909 | 3,85  | –       |                                                                                    |
|                                                       | Socjaldemokracja Polska             | 9329   | 3,29  | –       |                                                                                    |
|                                                       | Platforma Janusza Korwin-Mikke      | 4694   | 1,66  | –       |                                                                                    |
|                                                       | Ruch Patriotyczny                   | 2568   | 0,91  | –       |                                                                                    |
|                                                       | Polska Partia Pracy                 | 2102   | 0,74  | –       |                                                                                    |
|                                                       | Dom Ojczysty                        | 1371   | 0,48  | –       |                                                                                    |
|                                                       | Polska Partia Narodowa              | 914    | 0,32  | –       |                                                                                    |
|                                                       | Centrum                             | 891    | 0,31  | –       |                                                                                    |
|                                                       | Narodowe Odrodzenie Polski          | 598    | 0,21  | –       |                                                                                    |
| Frekwencja: 36,75% Źródło: Państwowa Komisja Wyborcza |                                     |        |       |         |                                                                                    |

Poniższa tabela przedstawia podział mandatów dla komitetów wyborczych na podstawie uzyskanych głosów, a następnie obliczonych ilorazów wyborczych na podstawie metody D’Hondta.
| Podział mandatów dla komitetów wyborczych na podstawie metody D’Hondta | Podział mandatów dla komitetów wyborczych na podstawie metody D’Hondta | Podział mandatów dla komitetów wyborczych na podstawie metody D’Hondta | Podział mandatów dla komitetów wyborczych na podstawie metody D’Hondta | Podział mandatów dla komitetów wyborczych na podstawie metody D’Hondta | Podział mandatów dla komitetów wyborczych na podstawie metody D’Hondta | Podział mandatów dla komitetów wyborczych na podstawie metody D’Hondta | Podział mandatów dla komitetów wyborczych na podstawie metody D’Hondta | Podział mandatów dla komitetów wyborczych na podstawie metody D’Hondta | Podział mandatów dla komitetów wyborczych na podstawie metody D’Hondta | Podział mandatów dla komitetów wyborczych na podstawie metody D’Hondta | Podział mandatów dla komitetów wyborczych na podstawie metody D’Hondta |
| Komitet wyborczy                                                       | Komitet wyborczy                                                       | Liczba głosów                                                          | Iloraz wyborczy                                                        | Iloraz wyborczy                                                        | Iloraz wyborczy                                                        | Iloraz wyborczy                                                        | Iloraz wyborczy                                                        | Iloraz wyborczy                                                        | Iloraz wyborczy                                                        | Mandaty                                                                | TP                                                                     |
| Komitet wyborczy                                                       | Komitet wyborczy                                                       | Liczba głosów                                                          | /1                                                                     | /2                                                                     | /3                                                                     | /4                                                                     | /5                                                                     | ...                                                                    | /12                                                                    | Mandaty                                                                | TP                                                                     |
| ---------------------------------------------------------------------- | ---------------------------------------------------------------------- | ---------------------------------------------------------------------- | ---------------------------------------------------------------------- | ---------------------------------------------------------------------- | ---------------------------------------------------------------------- | ---------------------------------------------------------------------- | ---------------------------------------------------------------------- | ---------------------------------------------------------------------- | ---------------------------------------------------------------------- | ---------------------------------------------------------------------- | ---------------------------------------------------------------------- |
|                                                                        | Prawo i Sprawiedliwość                                                 | 70 146                                                                 | 70 146                                                                 | 35 073                                                                 | 23 382                                                                 | 17 537                                                                 | 14 029                                                                 | ...                                                                    | 5846                                                                   | 4                                                                      | 3,38                                                                   |
|                                                                        | Platforma Obywatelska RP                                               | 69 138                                                                 | 69 138                                                                 | 34 569                                                                 | 23 046                                                                 | 17 285                                                                 | 13 828                                                                 | ...                                                                    | 5762                                                                   | 3                                                                      | 3,33                                                                   |
|                                                                        | Sojusz Lewicy Demokratycznej                                           | 43 235                                                                 | 43 235                                                                 | 21 618                                                                 | 14 412                                                                 | 10 809                                                                 | 8647                                                                   | ...                                                                    | 3603                                                                   | 2                                                                      | 2,09                                                                   |
|                                                                        | Samoobrona Rzeczpospolitej Polskiej                                    | 35 822                                                                 | 35 822                                                                 | 17 911                                                                 | 11 941                                                                 | 8956                                                                   | 7164                                                                   | ...                                                                    | 2985                                                                   | 2                                                                      | 1,73                                                                   |
|                                                                        | Liga Polskich Rodzin                                                   | 19 548                                                                 | 19 548                                                                 | 9774                                                                   | 6516                                                                   | 4887                                                                   | 3910                                                                   | ...                                                                    | 1629                                                                   | 1                                                                      | 0,94                                                                   |
|                                                                        | Polskie Stronnictwo Ludowe                                             | 10 909                                                                 | 10 909                                                                 | 5455                                                                   | 3636                                                                   | 2727                                                                   | 2182                                                                   | ...                                                                    | 909                                                                    | 0                                                                      | 0,53                                                                   |
| Ogółem                                                                 | Ogółem                                                                 | 248 798                                                                | —                                                                      | —                                                                      | —                                                                      | —                                                                      | —                                                                      | —                                                                      | —                                                                      | 12                                                                     | 12                                                                     |

#### Wybory parlamentarne 2007
| Komitet wyborczy                                      | Komitet wyborczy                      | Głosów  | %     | Mandaty | Wybrani posłowie |
| ----------------------------------------------------- | ------------------------------------- | ------- | ----- | ------- | --- |
|                                                       | Platforma Obywatelska RP              | 173 820 | 42,97 | 6       | Grzegorz Schetyna, Ewa Drozd, Norbert Wojnarowski, Marcin Zawiła, Roman Brodniak, Janusz Mikulicz, Robert Kropiwnicki, Wojciech Sokołowski |
|                                                       | Prawo i Sprawiedliwość                | 117 165 | 28,96 | 4       | Adam Lipiński, Piotr Cybulski, Marzena Machałek, Elżbieta Witek                                                                            |
|                                                       | KKW Lewica i Demokraci SLD+SDPL+PD+UP | 72 378  | 17,89 | 2       | Jerzy Szmajdziński, Ryszard Zbrzyzny, Elżbieta Zakrzewska                                                                                  |
|                                                       | Polskie Stronnictwo Ludowe            | 26 710  | 6,60  | –       | |
|                                                       | Samoobrona Rzeczpospolitej Polskiej   | 6029    | 1,49  | –       | |
|                                                       | Liga Polskich Rodzin                  | 4536    | 1,12  | –       | |
|                                                       | Polska Partia Pracy                   | 3921    | 0,97  | –       | |
| Frekwencja: 51,32% Źródło: Państwowa Komisja Wyborcza |                                       |         |       |         | |

Poniższa tabela przedstawia podział mandatów dla komitetów wyborczych na podstawie uzyskanych głosów, a następnie obliczonych ilorazów wyborczych na podstawie metody D’Hondta.
| Podział mandatów dla komitetów wyborczych na podstawie metody D’Hondta | Podział mandatów dla komitetów wyborczych na podstawie metody D’Hondta | Podział mandatów dla komitetów wyborczych na podstawie metody D’Hondta | Podział mandatów dla komitetów wyborczych na podstawie metody D’Hondta | Podział mandatów dla komitetów wyborczych na podstawie metody D’Hondta | Podział mandatów dla komitetów wyborczych na podstawie metody D’Hondta | Podział mandatów dla komitetów wyborczych na podstawie metody D’Hondta | Podział mandatów dla komitetów wyborczych na podstawie metody D’Hondta | Podział mandatów dla komitetów wyborczych na podstawie metody D’Hondta | Podział mandatów dla komitetów wyborczych na podstawie metody D’Hondta | Podział mandatów dla komitetów wyborczych na podstawie metody D’Hondta | Podział mandatów dla komitetów wyborczych na podstawie metody D’Hondta | Podział mandatów dla komitetów wyborczych na podstawie metody D’Hondta | Podział mandatów dla komitetów wyborczych na podstawie metody D’Hondta |
| Komitet wyborczy                                                       | Komitet wyborczy                                                       | Liczba głosów                                                          | Iloraz wyborczy                                                        | Iloraz wyborczy                                                        | Iloraz wyborczy                                                        | Iloraz wyborczy                                                        | Iloraz wyborczy                                                        | Iloraz wyborczy                                                        | Iloraz wyborczy                                                        | Iloraz wyborczy                                                        | Iloraz wyborczy                                                        | Mandaty                                                                | TP                                                                     |
| Komitet wyborczy                                                       | Komitet wyborczy                                                       | Liczba głosów                                                          | /1                                                                     | /2                                                                     | /3                                                                     | /4                                                                     | /5                                                                     | /6                                                                     | /7                                                                     | ...                                                                    | /12                                                                    | Mandaty                                                                | TP                                                                     |
| ---------------------------------------------------------------------- | ---------------------------------------------------------------------- | ---------------------------------------------------------------------- | ---------------------------------------------------------------------- | ---------------------------------------------------------------------- | ---------------------------------------------------------------------- | ---------------------------------------------------------------------- | ---------------------------------------------------------------------- | ---------------------------------------------------------------------- | ---------------------------------------------------------------------- | ---------------------------------------------------------------------- | ---------------------------------------------------------------------- | ---------------------------------------------------------------------- | ---------------------------------------------------------------------- |
|                                                                        | Platforma Obywatelska RP                                               | 173 820                                                                | 173 820                                                                | 86 910                                                                 | 57 940                                                                 | 43 455                                                                 | 34 764                                                                 | 28 970                                                                 | 24 831                                                                 | ...                                                                    | 14 485                                                                 | 6                                                                      | 5,35                                                                   |
|                                                                        | Prawo i Sprawiedliwość                                                 | 117 165                                                                | 117 165                                                                | 58 583                                                                 | 39 055                                                                 | 29 291                                                                 | 23 433                                                                 | 19 528                                                                 | 16 738                                                                 | ...                                                                    | 9764                                                                   | 4                                                                      | 3,60                                                                   |
|                                                                        | KKW Lewica i Demokraci SLD+SDPL+PD+UP                                  | 72 378                                                                 | 72 378                                                                 | 36 189                                                                 | 24 126                                                                 | 18 095                                                                 | 14 476                                                                 | 12 063                                                                 | 10 340                                                                 | ...                                                                    | 6032                                                                   | 2                                                                      | 2,23                                                                   |
|                                                                        | Polskie Stronnictwo Ludowe                                             | 26 710                                                                 | 26 710                                                                 | 13 355                                                                 | 8903                                                                   | 6676                                                                   | 5342                                                                   | 4452                                                                   | 3816                                                                   | ...                                                                    | 2226                                                                   | 0                                                                      | 0,82                                                                   |
| Ogółem                                                                 | Ogółem                                                                 | 390 073                                                                | —                                                                      | —                                                                      | —                                                                      | —                                                                      | —                                                                      | —                                                                      | —                                                                      | —                                                                      | —                                                                      | 12                                                                     | 12                                                                     |

#### Wybory parlamentarne 2011
| Komitet wyborczy                                      | Komitet wyborczy                  | Głosów  | %     | Mandaty | Wybrani posłowie                                                                     |
| ----------------------------------------------------- | --------------------------------- | ------- | ----- | ------- | ------------------------------------------------------------------------------------ |
|                                                       | Platforma Obywatelska RP          | 136 683 | 39,71 | 5       | Grzegorz Schetyna, Ewa Drozd, Zofia Czernow, Robert Kropiwnicki, Norbert Wojnarowski |
|                                                       | Prawo i Sprawiedliwość            | 95 277  | 27,68 | 4       | Adam Lipiński, Marzena Machałek, Elżbieta Witek, Wojciech Zubowski                   |
|                                                       | Sojusz Lewicy Demokratycznej      | 45 825  | 13,31 | 2       | Małgorzata Sekuła-Szmajdzińska, Ryszard Zbrzyzny                                     |
|                                                       | Ruch Palikota                     | 39 899  | 11,59 | 1       | Henryk Kmiecik                                                                       |
|                                                       | Polskie Stronnictwo Ludowe        | 17 985  | 5,23  | –       |                                                                                      |
|                                                       | Polska Jest Najważniejsza         | 6349    | 1,84  | –       |                                                                                      |
|                                                       | Polska Partia Pracy – Sierpień 80 | 2150    | 0,62  | –       |                                                                                      |
| Frekwencja: 45,25% Źródło: Państwowa Komisja Wyborcza |                                   |         |       |         |                                                                                      |

Poniższa tabela przedstawia podział mandatów dla komitetów wyborczych na podstawie uzyskanych głosów, a następnie obliczonych ilorazów wyborczych na podstawie metody D’Hondta.
| Podział mandatów dla komitetów wyborczych na podstawie metody D’Hondta | Podział mandatów dla komitetów wyborczych na podstawie metody D’Hondta | Podział mandatów dla komitetów wyborczych na podstawie metody D’Hondta | Podział mandatów dla komitetów wyborczych na podstawie metody D’Hondta | Podział mandatów dla komitetów wyborczych na podstawie metody D’Hondta | Podział mandatów dla komitetów wyborczych na podstawie metody D’Hondta | Podział mandatów dla komitetów wyborczych na podstawie metody D’Hondta | Podział mandatów dla komitetów wyborczych na podstawie metody D’Hondta | Podział mandatów dla komitetów wyborczych na podstawie metody D’Hondta | Podział mandatów dla komitetów wyborczych na podstawie metody D’Hondta | Podział mandatów dla komitetów wyborczych na podstawie metody D’Hondta | Podział mandatów dla komitetów wyborczych na podstawie metody D’Hondta | Podział mandatów dla komitetów wyborczych na podstawie metody D’Hondta |
| Komitet wyborczy                                                       | Komitet wyborczy                                                       | Liczba głosów                                                          | Iloraz wyborczy                                                        | Iloraz wyborczy                                                        | Iloraz wyborczy                                                        | Iloraz wyborczy                                                        | Iloraz wyborczy                                                        | Iloraz wyborczy                                                        | Iloraz wyborczy                                                        | Iloraz wyborczy                                                        | Mandaty                                                                | TP                                                                     |
| Komitet wyborczy                                                       | Komitet wyborczy                                                       | Liczba głosów                                                          | /1                                                                     | /2                                                                     | /3                                                                     | /4                                                                     | /5                                                                     | /6                                                                     | ...                                                                    | /12                                                                    | Mandaty                                                                | TP                                                                     |
| ---------------------------------------------------------------------- | ---------------------------------------------------------------------- | ---------------------------------------------------------------------- | ---------------------------------------------------------------------- | ---------------------------------------------------------------------- | ---------------------------------------------------------------------- | ---------------------------------------------------------------------- | ---------------------------------------------------------------------- | ---------------------------------------------------------------------- | ---------------------------------------------------------------------- | ---------------------------------------------------------------------- | ---------------------------------------------------------------------- | ---------------------------------------------------------------------- |
|                                                                        | Platforma Obywatelska RP                                               | 136 683                                                                | 136 683                                                                | 68 342                                                                 | 45 561                                                                 | 34 171                                                                 | 27 337                                                                 | 22 781                                                                 | ...                                                                    | 11 391                                                                 | 5                                                                      | 4,89                                                                   |
|                                                                        | Prawo i Sprawiedliwość                                                 | 95 277                                                                 | 95 277                                                                 | 47 639                                                                 | 31 759                                                                 | 23 819                                                                 | 19 055                                                                 | 15 880                                                                 | ...                                                                    | 7940                                                                   | 4                                                                      | 3,41                                                                   |
|                                                                        | Sojusz Lewicy Demokratycznej                                           | 45 825                                                                 | 45 825                                                                 | 22 913                                                                 | 15 275                                                                 | 11 456                                                                 | 9165                                                                   | 7638                                                                   | ...                                                                    | 3819                                                                   | 2                                                                      | 1,64                                                                   |
|                                                                        | Ruch Palikota                                                          | 39 899                                                                 | 39 899                                                                 | 19 950                                                                 | 13 300                                                                 | 9975                                                                   | 7980                                                                   | 6650                                                                   | ...                                                                    | 3325                                                                   | 1                                                                      | 1,43                                                                   |
|                                                                        | Polskie Stronnictwo Ludowe                                             | 17 985                                                                 | 17 985                                                                 | 8993                                                                   | 5995                                                                   | 4496                                                                   | 3597                                                                   | 2998                                                                   | ...                                                                    | 1499                                                                   | 0                                                                      | 0,64                                                                   |
| Ogółem                                                                 | Ogółem                                                                 | 335 669                                                                | —                                                                      | —                                                                      | —                                                                      | —                                                                      | —                                                                      | —                                                                      | —                                                                      | —                                                                      | 12                                                                     | 12                                                                     |

#### Wybory parlamentarne 2015
| Komitet wyborczy                                      | Komitet wyborczy                             | Głosów  | %     | Mandaty | Wybrani posłowie                                                                                   |
| ----------------------------------------------------- | -------------------------------------------- | ------- | ----- | ------- | -------------------------------------------------------------------------------------------------- |
|                                                       | Prawo i Sprawiedliwość                       | 127 370 | 35,70 | 6       | Adam Lipiński, Elżbieta Witek, Marzena Machałek, Krzysztof Kubów, Wojciech Zubowski, Ewa Szymańska |
|                                                       | Platforma Obywatelska RP                     | 90 060  | 25,24 | 4       | Ewa Drozd, Stanisław Huskowski, Zofia Czernow, Robert Kropiwnicki, Iwona Krawczyk                  |
|                                                       | KKW Zjednoczona Lewica SLD+TR+PPS+UP+Zieloni | 37 298  | 10,45 | –       | |
|                                                       | KWW Kukiz’15                                 | 34 229  | 9,59  | 1       | Robert Winnicki                                                                                    |
|                                                       | Nowoczesna Ryszarda Petru                    | 25 506  | 7,15  | 1       | Elżbieta Stępień                                                                                   |
|                                                       | KORWiN                                       | 15 427  | 4,32  | –       | |
|                                                       | Polskie Stronnictwo Ludowe                   | 13 886  | 3,89  | –       | |
|                                                       | Partia Razem                                 | 13 003  | 3,64  | –       | |
| Frekwencja: 46,71% Źródło: Państwowa Komisja Wyborcza |                                              |         |       |         | |

Poniższa tabela przedstawia podział mandatów dla komitetów wyborczych na podstawie uzyskanych głosów, a następnie obliczonych ilorazów wyborczych na podstawie metody D’Hondta.
| Podział mandatów dla komitetów wyborczych na podstawie metody D’Hondta | Podział mandatów dla komitetów wyborczych na podstawie metody D’Hondta | Podział mandatów dla komitetów wyborczych na podstawie metody D’Hondta | Podział mandatów dla komitetów wyborczych na podstawie metody D’Hondta | Podział mandatów dla komitetów wyborczych na podstawie metody D’Hondta | Podział mandatów dla komitetów wyborczych na podstawie metody D’Hondta | Podział mandatów dla komitetów wyborczych na podstawie metody D’Hondta | Podział mandatów dla komitetów wyborczych na podstawie metody D’Hondta | Podział mandatów dla komitetów wyborczych na podstawie metody D’Hondta | Podział mandatów dla komitetów wyborczych na podstawie metody D’Hondta | Podział mandatów dla komitetów wyborczych na podstawie metody D’Hondta | Podział mandatów dla komitetów wyborczych na podstawie metody D’Hondta | Podział mandatów dla komitetów wyborczych na podstawie metody D’Hondta | Podział mandatów dla komitetów wyborczych na podstawie metody D’Hondta |
| Komitet wyborczy                                                       | Komitet wyborczy                                                       | Liczba głosów                                                          | Iloraz wyborczy                                                        | Iloraz wyborczy                                                        | Iloraz wyborczy                                                        | Iloraz wyborczy                                                        | Iloraz wyborczy                                                        | Iloraz wyborczy                                                        | Iloraz wyborczy                                                        | Iloraz wyborczy                                                        | Iloraz wyborczy                                                        | Mandaty                                                                | TP                                                                     |
| Komitet wyborczy                                                       | Komitet wyborczy                                                       | Liczba głosów                                                          | /1                                                                     | /2                                                                     | /3                                                                     | /4                                                                     | /5                                                                     | /6                                                                     | /7                                                                     | ...                                                                    | /12                                                                    | Mandaty                                                                | TP                                                                     |
| ---------------------------------------------------------------------- | ---------------------------------------------------------------------- | ---------------------------------------------------------------------- | ---------------------------------------------------------------------- | ---------------------------------------------------------------------- | ---------------------------------------------------------------------- | ---------------------------------------------------------------------- | ---------------------------------------------------------------------- | ---------------------------------------------------------------------- | ---------------------------------------------------------------------- | ---------------------------------------------------------------------- | ---------------------------------------------------------------------- | ---------------------------------------------------------------------- | ---------------------------------------------------------------------- |
|                                                                        | Prawo i Sprawiedliwość                                                 | 127 370                                                                | 127 370                                                                | 63 685                                                                 | 42 457                                                                 | 31 843                                                                 | 25 474                                                                 | 21 228                                                                 | 19 186                                                                 | ...                                                                    | 10 614                                                                 | 6                                                                      | 5,25                                                                   |
|                                                                        | Platforma Obywatelska RP                                               | 90 060                                                                 | 90 060                                                                 | 45 030                                                                 | 30 020                                                                 | 22 515                                                                 | 18 012                                                                 | 15 010                                                                 | 12 866                                                                 | ...                                                                    | 7505                                                                   | 4                                                                      | 3,71                                                                   |
|                                                                        | KWW Kukiz’15                                                           | 34 229                                                                 | 34 229                                                                 | 17 115                                                                 | 11 410                                                                 | 8557                                                                   | 6846                                                                   | 5705                                                                   | 4890                                                                   | ...                                                                    | 2852                                                                   | 1                                                                      | 1,41                                                                   |
|                                                                        | Nowoczesna Ryszarda Petru                                              | 25 506                                                                 | 25 506                                                                 | 12 753                                                                 | 8502                                                                   | 6377                                                                   | 5101                                                                   | 4251                                                                   | 3644                                                                   | ...                                                                    | 2126                                                                   | 1                                                                      | 1,05                                                                   |
|                                                                        | Polskie Stronnictwo Ludowe                                             | 13 886                                                                 | 13 886                                                                 | 6943                                                                   | 4629                                                                   | 3472                                                                   | 2777                                                                   | 2314                                                                   | 1984                                                                   | ...                                                                    | 1157                                                                   | 0                                                                      | 0,57                                                                   |
| Ogółem                                                                 | Ogółem                                                                 | 291 051                                                                | —                                                                      | —                                                                      | —                                                                      | —                                                                      | —                                                                      | —                                                                      | —                                                                      | —                                                                      | —                                                                      | 12                                                                     | 12                                                                     |

#### Wybory parlamentarne 2019
| Komitet wyborczy                                      | Komitet wyborczy                           | Głosów  | %     | Mandaty | Wybrani posłowie                                                                                                  |
| ----------------------------------------------------- | ------------------------------------------ | ------- | ----- | ------- | --- |
|                                                       | Prawo i Sprawiedliwość                     | 183 364 | 42,40 | 6       | Elżbieta Witek, Adam Lipiński, Krzysztof Kubów, Marzena Machałek, Wojciech Zubowski, Ewa Szymańska, Szymon Pogoda |
|                                                       | KKW Koalicja Obywatelska PO .N iPL Zieloni | 108 191 | 25,02 | 3       | Piotr Borys, Zofia Czernow, Robert Kropiwnicki                                                                    |
|                                                       | Sojusz Lewicy Demokratycznej               | 71 061  | 16,43 | 2       | Małgorzata Sekuła-Szmajdzińska, Robert Obaz                                                                       |
|                                                       | Polskie Stronnictwo Ludowe                 | 31 006  | 7,17  | 1       | Stanisław Żuk |
|                                                       | Konfederacja Wolność i Niepodległość       | 25 319  | 5,85  | –       | |
|                                                       | KWW Koalicja Bezpartyjni i Samorządowcy    | 13 495  | 3,12  | –       | |
| Frekwencja: 57,80% Źródło: Państwowa Komisja Wyborcza |                                            |         |       |         | |

Poniższa tabela przedstawia podział mandatów dla komitetów wyborczych na podstawie uzyskanych głosów, a następnie obliczonych ilorazów wyborczych na podstawie metody D’Hondta.
| Podział mandatów dla komitetów wyborczych na podstawie metody D’Hondta | Podział mandatów dla komitetów wyborczych na podstawie metody D’Hondta | Podział mandatów dla komitetów wyborczych na podstawie metody D’Hondta | Podział mandatów dla komitetów wyborczych na podstawie metody D’Hondta | Podział mandatów dla komitetów wyborczych na podstawie metody D’Hondta | Podział mandatów dla komitetów wyborczych na podstawie metody D’Hondta | Podział mandatów dla komitetów wyborczych na podstawie metody D’Hondta | Podział mandatów dla komitetów wyborczych na podstawie metody D’Hondta | Podział mandatów dla komitetów wyborczych na podstawie metody D’Hondta | Podział mandatów dla komitetów wyborczych na podstawie metody D’Hondta | Podział mandatów dla komitetów wyborczych na podstawie metody D’Hondta | Podział mandatów dla komitetów wyborczych na podstawie metody D’Hondta | Podział mandatów dla komitetów wyborczych na podstawie metody D’Hondta | Podział mandatów dla komitetów wyborczych na podstawie metody D’Hondta |
| Komitet wyborczy                                                       | Komitet wyborczy                                                       | Liczba głosów                                                          | Iloraz wyborczy                                                        | Iloraz wyborczy                                                        | Iloraz wyborczy                                                        | Iloraz wyborczy                                                        | Iloraz wyborczy                                                        | Iloraz wyborczy                                                        | Iloraz wyborczy                                                        | Iloraz wyborczy                                                        | Iloraz wyborczy                                                        | Mandaty                                                                | TP                                                                     |
| Komitet wyborczy                                                       | Komitet wyborczy                                                       | Liczba głosów                                                          | /1                                                                     | /2                                                                     | /3                                                                     | /4                                                                     | /5                                                                     | /6                                                                     | /7                                                                     | ...                                                                    | /12                                                                    | Mandaty                                                                | TP                                                                     |
| ---------------------------------------------------------------------- | ---------------------------------------------------------------------- | ---------------------------------------------------------------------- | ---------------------------------------------------------------------- | ---------------------------------------------------------------------- | ---------------------------------------------------------------------- | ---------------------------------------------------------------------- | ---------------------------------------------------------------------- | ---------------------------------------------------------------------- | ---------------------------------------------------------------------- | ---------------------------------------------------------------------- | ---------------------------------------------------------------------- | ---------------------------------------------------------------------- | ---------------------------------------------------------------------- |
|                                                                        | Prawo i Sprawiedliwość                                                 | 183 364                                                                | 183 364                                                                | 91 682                                                                 | 61 121                                                                 | 45 841                                                                 | 36 673                                                                 | 30 561                                                                 | 26 195                                                                 | ...                                                                    | 15 280                                                                 | 6                                                                      | 4,38                                                                   |
|                                                                        | KKW Koalicja Obywatelska PO .N iPL Zieloni                             | 108 191                                                                | 108 191                                                                | 54 096                                                                 | 36 064                                                                 | 27 048                                                                 | 21 638                                                                 | 18 032                                                                 | 15 456                                                                 | ...                                                                    | 9016                                                                   | 3                                                                      | 3,87                                                                   |
|                                                                        | Sojusz Lewicy Demokratycznej                                           | 71 061                                                                 | 71 061                                                                 | 35 531                                                                 | 23 687                                                                 | 17 765                                                                 | 14 212                                                                 | 11 844                                                                 | 10 152                                                                 | ...                                                                    | 5922                                                                   | 2                                                                      | 1,70                                                                   |
|                                                                        | Polskie Stronnictwo Ludowe                                             | 31 006                                                                 | 31 006                                                                 | 15 503                                                                 | 10 335                                                                 | 7752                                                                   | 6201                                                                   | 5168                                                                   | 4429                                                                   | ...                                                                    | 2584                                                                   | 1                                                                      | 0,74                                                                   |
|                                                                        | Konfederacja Wolność i Niepodległość                                   | 25 319                                                                 | 25 319                                                                 | 12 660                                                                 | 8440                                                                   | 6330                                                                   | 5064                                                                   | 4220                                                                   | 3617                                                                   | ...                                                                    | 2110                                                                   | 0                                                                      | 0,60                                                                   |
| Ogółem                                                                 | Ogółem                                                                 | 418 941                                                                | —                                                                      | —                                                                      | —                                                                      | —                                                                      | —                                                                      | —                                                                      | —                                                                      | —                                                                      | —                                                                      | 12                                                                     | 12                                                                     |

#### Wybory parlamentarne 2023
| Komitet wyborczy                                      | Komitet wyborczy                                                           | Głosów  | %     | Mandaty | Wybrani posłowie                                                                    |
| ----------------------------------------------------- | -------------------------------------------------------------------------- | ------- | ----- | ------- | ----------------------------------------------------------------------------------- |
|                                                       | Prawo i Sprawiedliwość                                                     | 174 643 | 34,80 | 5       | Elżbieta Witek, Marzena Machałek, Krzysztof Kubów, Szymon Pogoda, Wojciech Zubowski |
|                                                       | KKW Koalicja Obywatelska PO .N iPL Zieloni                                 | 169 540 | 33,78 | 5       | Piotr Borys, Robert Kropiwnicki, Zofia Czernow, Łukasz Horbatowski, Iwona Krawczyk  |
|                                                       | KKW Trzecia Droga Polska 2050 Szymona Hołowni – Polskie Stronnictwo Ludowe | 53 958  | 10,75 | 1       | Tadeusz Samborski                                                                   |
|                                                       | Nowa Lewica                                                                | 47 715  | 9,51  | 1       | Arkadiusz Sikora                                                                    |
|                                                       | Konfederacja Wolność i Niepodległość                                       | 31 770  | 6,33  | –       |                                                                                     |
|                                                       | Bezpartyjni Samorządowcy                                                   | 16 748  | 3,34  | –       |                                                                                     |
|                                                       | Polska Jest Jedna                                                          | 7496    | 1,49  | –       |                                                                                     |
| Frekwencja: 71,49% Źródło: Państwowa Komisja Wyborcza |                                                                            |         |       |         |                                                                                     |

Poniższa tabela przedstawia podział mandatów dla komitetów wyborczych na podstawie uzyskanych głosów, a następnie obliczonych ilorazów wyborczych na podstawie metody D’Hondta.
| Podział mandatów dla komitetów wyborczych na podstawie metody D’Hondta | Podział mandatów dla komitetów wyborczych na podstawie metody D’Hondta     | Podział mandatów dla komitetów wyborczych na podstawie metody D’Hondta | Podział mandatów dla komitetów wyborczych na podstawie metody D’Hondta | Podział mandatów dla komitetów wyborczych na podstawie metody D’Hondta | Podział mandatów dla komitetów wyborczych na podstawie metody D’Hondta | Podział mandatów dla komitetów wyborczych na podstawie metody D’Hondta | Podział mandatów dla komitetów wyborczych na podstawie metody D’Hondta | Podział mandatów dla komitetów wyborczych na podstawie metody D’Hondta | Podział mandatów dla komitetów wyborczych na podstawie metody D’Hondta | Podział mandatów dla komitetów wyborczych na podstawie metody D’Hondta | Podział mandatów dla komitetów wyborczych na podstawie metody D’Hondta | Podział mandatów dla komitetów wyborczych na podstawie metody D’Hondta |
| Komitet wyborczy                                                       | Komitet wyborczy                                                           | Liczba głosów                                                          | Iloraz wyborczy                                                        | Iloraz wyborczy                                                        | Iloraz wyborczy                                                        | Iloraz wyborczy                                                        | Iloraz wyborczy                                                        | Iloraz wyborczy                                                        | Iloraz wyborczy                                                        | Iloraz wyborczy                                                        | Mandaty                                                                | TP                                                                     |
| Komitet wyborczy                                                       | Komitet wyborczy                                                           | Liczba głosów                                                          | /1                                                                     | /2                                                                     | /3                                                                     | /4                                                                     | /5                                                                     | /6                                                                     | ...                                                                    | /12                                                                    | Mandaty                                                                | TP                                                                     |
| ---------------------------------------------------------------------- | -------------------------------------------------------------------------- | ---------------------------------------------------------------------- | ---------------------------------------------------------------------- | ---------------------------------------------------------------------- | ---------------------------------------------------------------------- | ---------------------------------------------------------------------- | ---------------------------------------------------------------------- | ---------------------------------------------------------------------- | ---------------------------------------------------------------------- | ---------------------------------------------------------------------- | ---------------------------------------------------------------------- | ---------------------------------------------------------------------- |
|                                                                        | Prawo i Sprawiedliwość                                                     | 174 643                                                                | 174 643                                                                | 87 322                                                                 | 58 214                                                                 | 43 661                                                                 | 34 929                                                                 | 29 107                                                                 | ...                                                                    | 14 554                                                                 | 5                                                                      | 4,39                                                                   |
|                                                                        | KKW Koalicja Obywatelska PO .N iPL Zieloni                                 | 169 540                                                                | 169 540                                                                | 84 770                                                                 | 56 513                                                                 | 42 385                                                                 | 33 908                                                                 | 28 257                                                                 | ...                                                                    | 14 128                                                                 | 5                                                                      | 4,26                                                                   |
|                                                                        | KKW Trzecia Droga Polska 2050 Szymona Hołowni – Polskie Stronnictwo Ludowe | 53 958                                                                 | 53 958                                                                 | 26 979                                                                 | 17 986                                                                 | 13 490                                                                 | 10 792                                                                 | 8993                                                                   | ...                                                                    | 4497                                                                   | 1                                                                      | 1,36                                                                   |
|                                                                        | Nowa Lewica                                                                | 47 715                                                                 | 47 715                                                                 | 23 858                                                                 | 15 905                                                                 | 11 929                                                                 | 9543                                                                   | 7953                                                                   | ...                                                                    | 3976                                                                   | 1                                                                      | 1,2                                                                    |
|                                                                        | Konfederacja Wolność i Niepodległość                                       | 31 770                                                                 | 31 770                                                                 | 15 885                                                                 | 10 590                                                                 | 7943                                                                   | 6354                                                                   | 5295                                                                   | ...                                                                    | 2648                                                                   | 0                                                                      | 0,8                                                                    |
| Ogółem                                                                 | Ogółem                                                                     | 477 626                                                                | —                                                                      | —                                                                      | —                                                                      | —                                                                      | —                                                                      | —                                                                      | —                                                                      | —                                                                      | 12                                                                     | 12                                                                     |